# Bryant Ortega
Bryant Ortega (Caracas, 28 de febrero de 2003) es un futbolista venezolano que juega en la demarcación de centrocampista para el Jeddah Club de la Liga Príncipe Mohammad bin Salman.

## Selección nacional
Tras jugar en las categorías inferiores de la selección, finalmente hizo su debut con la selección absoluta de Venezuela el 18 de enero de 2025 contra Estados Unidos en un partido amistoso que finalizó con un resultado de 3-1 a favor del combinado estadounidense tras un gol de Jorge Yriarte para Venezuela, y de Jack McGlynn, Patrick Agyemang y Matko Miljevic para Estados Unidos.

## Clubes
| Club                   | País           | Año       | Partidos | Goles |
| ---------------------- | -------------- | --------- | -------- | ----- |
| Caracas FC             | Venezuela      | 2021-2024 | 64       | 2     |
| Al-Ittihad Jeddah Club | Arabia Saudita | 2024      | 0        | 0     |
| Jeddah Club (cedido)   | Arabia Saudita | 2024-     | 15       | 0     |